# Lijst van leden van de Académie française
Dit is een lijst van leden van de Académie française gesorteerd per zetel. Voor de naam staat het jaar van benoeming vermeld, achter de naam staat de functie vermeld.
De leden van de Académie worden gekozen voor het leven. Zij staan bekend als les immortels oftewel de onsterfelijken. Deze naam is afgeleid van het devies À l'immortalité dat staat op het zegel dat door Richelieu aan de Académie werd geschonken. Veel van de in totaal 729 leden zijn bekende Franse schrijvers, dichters, filosofen, wetenschappers en staatslieden.

## Lijst
| Inhoudsopgave | Inhoudsopgave | Inhoudsopgave | Inhoudsopgave | Inhoudsopgave | Inhoudsopgave | Inhoudsopgave | Inhoudsopgave | Inhoudsopgave | Inhoudsopgave | Inhoudsopgave | Inhoudsopgave | Inhoudsopgave | Inhoudsopgave | Inhoudsopgave | Inhoudsopgave | Inhoudsopgave | Inhoudsopgave | Inhoudsopgave | Inhoudsopgave |
| ------------- | ------------- | ------------- | ------------- | ------------- | ------------- | ------------- | ------------- | ------------- | ------------- | ------------- | ------------- | ------------- | ------------- | ------------- | ------------- | ------------- | ------------- | ------------- | ------------- |
| 1             | 2             | 3             | 4             | 5             | 6             | 7             | 8             | 9             | 10            | 11            | 12            | 13            | 14            | 15            | 16            | 17            | 18            | 19            | 20            |
| 21            | 22            | 23            | 24            | 25            | 26            | 27            | 28            | 29            | 30            | 31            | 32            | 33            | 34            | 35            | 36            | 37            | 38            | 39            | 40            |

| Onpare zetels | Pare zetels |
| --- | --- |
| 1. 1635: Pierre Séguier, politicus en magistraat 2. 1643: Claude Bazin de Bezons, jurist 3. 1684: Nicolas Boileau, dichter 4. 1711: Jean d'Estrées, geestelijke en politicus 5. 1718: Marc-René de Voyer de Paulmy d'Argenson, politicus 6. 1721: Jean-Joseph Languet de Gergy, geestelijke 7. 1753: Georges-Louis Leclerc de Buffon, essayist 8. 1788: Félix Vicq-d'Azyr, arts 9. 1803: François-Urbain Domergue, grammaticus 10. 1810: Ange-François Fariau de Saint-Ange, dichter en vertaler 11. 1811: François-Auguste Parseval-Grandmaison, dichter 12. 1835: Narcisse-Achille de Salvandy, politicus en historicus 13. 1857: Émile Augier, dichter en toneelschrijver 14. 1890: Charles de Freycinet, politicus en natuurkundige 15. 1924: Charles Émile Picard, wiskundige 16. 1944: Louis de Broglie, natuurkundige en wiskundige 17. 1988: Michel Debré, politicus 18. 1997: François Furet, historicus 19. 1998: René Rémond, historicus 20. 2008: Claude Dagens, bisschop | 1. 1634: Valentin Conrart, dichter en grammaticus 2. 1675: Toussaint Rose, hofsecretaris 3. 1701: Louis de Sacy, jurist 4. 1728: Montesquieu, filosoof 5. 1755: Jean-Baptiste Vivien de Châteaubrun, dichter en toneelschrijver 6. 1775: François Jean de Chastellux, letterkundige 7. 1788: Aimar-Charles-Marie de Nicolaï, magistraat 8. 1803: Nicolas-Louis François de Neufchâteau, politicus en filosoof 9. 1828: Pierre-Antoine Lebrun,politicus en dichter 10. 1874: Alexandre Dumas fils, schrijver 11. 1896: André Theuriet, schrijver en dichter 12. 1908: Jean Richepin, dichter en schrijver 13. 1927: Émile Mâle, kunsthistoricus 14. 1955: François Albert-Buisson, magistraat en politicus 15. 1962: Marc Boegner, geestelijke en theoloog 16. 1972: René de La Croix de Castries, historicus 17. 1987: André Frossard, essayist en journalist 18. 1996: Hector Bianciotti, schrijver 19. 2013: Dany Laferrière, schrijver |
| 1. 1634: Jacques de Serizay, dichter 2. 1654: Paul-Philippe de Chaumont, geestelijke 3. 1697: Louis Cousin, historicus en journalist 4. 1707: Jacques-Louis de Valon, dichter en vertaler 5. 1719: Nicolas Gédoyn, geestelijke 6. 1744: François-Joachim de Pierre de Bernis, geestelijke 7. 1803: Roch-Ambroise Cucurron Sicard, geestelijke en grammaticus 8. 1822: Denis-Luc Frayssinous, geestelijke 9. 1842: Étienne-Denis Pasquier, politicus 10. 1863: Jules Dufaure, politicus en jurist 11. 1881: Victor Cherbuliez, schrijver 12. 1900: Émile Faguet, literair criticus en historicus 13. 1918: Georges Clemenceau, arts en politicus 14. 1930: André Chaumeix, journalist en criticus 15. 1955: Jérôme Carcopino, historicus en archeoloog 16. 1971: Roger Caillois, essayist en socioloog 17. 1980: Marguerite Yourcenar, schrijver 18. 1989: Jean-Denis Bredin, magistraat en schrijver | 1. 1634: Jean Desmarets de Saint-Sorlin, dichter en schrijver 2. 1676: Jean-Jacques de Mesmes, magistraat 3. 1688: Jean Testu de Mauroy, geestelijke 4. 1706: Camille Le Tellier de Louvois, geestelijke 5. 1718: Jean-Baptiste Massillon, geestelijke 6. 1742: Louis-Jules Mancini-Mazarini, politicus en dichter 7. 1803: Gabriel-Marie Legouvé, dichter 8. 1812: Alexandre Duval, dichter en toneelschrijver 9. 1842: Pierre-Simon Ballanche, filosoof 10. 1848: Jean Vatout, dichter 11. 1849: Alexis Guignard de Saint-Priest, politicus en historicus 12. 1852: Pierre-Antoine Berryer, jurist 13. 1869: Franz de Champagny, historicus 14. 1882: Charles de Mazade, dichter en criticus 15. 1894: José-Maria de Heredia, dichter 16. 1906: Maurice Barrès, schrijver en politicus 17. 1925: Louis Bertrand, schrijver en historicus 18. 1946: Jean Tharaud, schrijver 19. 1952: Alphonse Juin, militair 20. 1968: Pierre Emmanuel, dichter 21. 1985: Jean Hamburger, arts en essayist 22. 1993: Albert Decourtray, geestelijke 23. 1995: Jean-Marie Lustiger, geestelijke 24. 2008: Jean-Luc Marion, filosoof |
| 1. 1634: Jean Ogier de Gombauld, dichter en toneelschrijver 2. 1666: Paul Tallemant le Jeune, geestelijke 3. 1712: Antoine Danchet, toneelschrijver en dichter 4. 1748: Jean-Baptiste Gresset, toneelschrijver 5. 1777: Claude-François-Xavier Millot, geestelijke 6. 1785: André Morellet, geestelijke 7. 1819: Pierre-Édouard Lémontey, politicus en jurist 8. 1826: Joseph Fourier, wiskundige en natuurkundige 9. 1830: Victor Cousin, politicus en filosoof 10. 1867: Jules Favre, politicus en jurist 11. 1880: Edmond Rousse, jurist 12. 1907: Pierre de Ségur, historicus 13. 1920: Robert de Flers, toneelschrijver en journalist 14. 1927: Louis Madelin, historicus 15. 1956: Robert Kemp, literair en dramatisch criticus 16. 1960: René Huyghe, kunsthistoricus en essayist 17. 1998: Georges Vedel, magistraat 18. 2005: Assia Djebar, auteur 19. 2016: Andreï Makine, auteur | 1. 1634: François Le Métel de Boisrobert, geestelijke en dichter 2. 1662: Jean Regnault de Segrais, dichter en schrijver 3. 1701: Jean Galbert de Campistron, toneelschrijver 4. 1723: Philippe Néricault Destouches, toneelschrijver en diplomaat 5. 1754: Louis de Boissy, dichter 6. 1758: Jean-Baptiste de La Curne de Sainte-Palaye, archeoloog 7. 1781: Nicolas Chamfort, schrijver 8. 1803: Pierre-Louis Roederer, politicus en jurist 9. 1816: Pierre-Marc-Gaston de Lévis, politicus 10. 1830: Philippe-Paul de Ségur, diplomaat en historicus 11. 1873: Louis de Viel-Castel, diplomaat 12. 1888: Edmond Jurien de La Gravière, admiraal 13. 1892: Ernest Lavisse, historicus 14. 1923: Georges de Porto-Riche, toneelschrijver en dichter 15. 1931: Pierre Benoit, schrijver 16. 1963: Jean Paulhan, literair en kunstcriticus 17. 1970: Eugène Ionesco, toneelschrijver 18. 1995: Marc Fumaroli, historicus en essayist |
| 1. 1634: Jean Chapelain, dichter, literatuurcriticus en koninklijk adviseur 2. 1674: Isaac de Benserade, dichter en toneelschrijver 3. 1691: Étienne Pavillon, jurist en dichter 4. 1705: Fabio Brulart de Sillery, geestelijke en dichter 5. 1715: Henri Jacques Nompar de Caumont, econoom 6. 1726: Jean-Baptiste de Mirabaud, vertaler 7. 1760: Claude-Henri Watelet, kunstschilder 8. 1786: Michel-Jean Sedaine, dichter en toneelschrijver 9. 1803: Jean-François Collin d'Harleville, toneelschrijver en dichter 10. 1806: Pierre Daru, politicus en historicus 11. 1829: Alphonse de Lamartine, politicus en dichter 12. 1870: Émile Ollivier, politicus en jurist 13. 1914: Henri Bergson, filosoof 14. 1945: Édouard Le Roy, filosoof en wiskundige 15. 1955: Daniel-Rops, dichter en schrijver 16. 1966: Pierre-Henri Simon, literair historicus en schrijver 17. 1973: André Roussin, toneelschrijver 18. 1988: Jacqueline de Romilly, filoloog en essayist 19. 2012: Jules Hoffmann, bioloog en geneticus | 1. 1634: Claude Malleville, dichter 2. 1648: Jean Ballesdens, jurist 3. 1675: Géraud de Cordemoy, filosoof en historicus 4. 1684: Jean-Louis Bergeret, jurist 5. 1695: Abbé de Saint-Pierre, geestelijke 6. 1743: Pierre Louis de Maupertuis, astronoom 7. 1759: Jean-Jacques Lefranc de Pompignan, magistraat en econoom 8. 1784: Jean-Sifrein Maury, geestelijke en politicus 9. 1803: Michel Regnaud de Saint-Jean d'Angély, politicus en jurist 10. 1816: Pierre-Simon Laplace, politicus en wiskundige 11. 1827: Pierre-Paul Royer-Collard, politicus 12. 1846: Charles de Rémusat, politicus en filosoof 13. 1875: Jules Simon, politicus en filosoof 14. 1897: Albert de Mun, politicus en militair 15. 1918: Alfred Baudrillart, geestelijke en historicus 16. 1946: Octave Aubry, historicus en bureaucraat 17. 1946: Édouard Herriot, politicus en literair historicus 18. 1959: Jean Rostand, bioloog en filosoof 19. 1978: Michel Déon, schrijver 20. 2019: Daniel Rondeau, schrijver, journalist, diplomaat |
| 1. 1634: Nicolas Faret, dichter 2. 1646: Pierre Du Ryer, toneelschrijver 3. 1658: César d'Estrées, geestelijke en politicus 4. 1715: Victor-Marie d'Estrées, politicus en militair 5. 1738: Charles Armand René de La Trémoille, aristocraat 6. 1741: Armand de Rohan-Soubise, geestelijke 7. 1756: Antoine de Malvin de Montazet, geestelijke 8. 1788: Stanislas de Boufflers, dichter 9. 1815: Louis-Pierre-Marie-François Baour-Lormian, dichter en toneelschrijver 10. 1855: François Ponsard, toneelschrijver 11. 1868: Joseph Autran, dichter 12. 1877: Victorien Sardou, toneelschrijver 13. 1909: Marcel Prévost, schrijver 14. 1945: Émile Henriot, schrijver en literair criticus 15. 1962: Jean Guéhenno, essayist 16. 1979: Alain Decaux, historicus 17. 2018: Patrick Grainville, schrijver | 1. 1634: Antoine Godeau, geestelijke en dichter 2. 1672: Esprit Fléchier, geestelijke 3. 1710: Henri de Nesmond, geestelijke 4. 1727: Jean-Jacques Amelot de Chaillou, politicus 5. 1749: Charles Louis Auguste Fouquet de Belle-Isle, politicus en militair 6. 1761: Nicolas-Charles-Joseph Trublet, geestelijke 7. 1770: Jean-François de Saint-Lambert, dichter en filosoof 8. 1803: Hugues-Bernard Maret, politicus en diplomaat 9. 1816: Joseph Henri Joachim Lainé, politicus en magistraat 10. 1836: Emmanuel Dupaty, dichter en toneelschrijver 11. 1852: Alfred de Musset, toneelschrijver en dichter 12. 1858: Victor de Laprade, dichter 13. 1884: François Coppée, dichter en schrijver 14. 1909: Jean Aicard, dichter en schrijver 15. 1924: Camille Jullian, historicus en filoloog 16. 1934: Léon Bérard, politicus en jurist 17. 1961: Jean Guitton, theoloog en filosoof 18. 2000: Florence Delay, schrijfster |
| 1. 1634: Philippe Habert, dichter 2. 1639: Jacques Esprit, politicus 3. 1678: Jacques Nicolas Colbert, geestelijke 4. 1707: Claude François Fraguier, geestelijke 5. 1728: Charles d'Orléans de Rothelin, geestelijke 6. 1744: Gabriel Girard, geestelijke 7. 1748: Antoine-René de Voyer de Paulmy d'Argenson, politicus 8. 1787: Henri Cardin Jean-Baptiste d'Aguesseau, politicus 9. 1826: Charles Brifaut, dichter en toneelschrijver 10. 1858: Jules Sandeau, schrijver 11. 1884: Edmond About, schrijver 12. 1886: Léon Say, politicus en econoom 13. 1896: Albert Vandal, historicus 14. 1911: Denys Cochin, politicus 15. 1922: Georges Goyau, historicus 16. 1940: Paul Hazard, historicus en filosoof 17. 1946: Maurice Garçon, jurist, schrijver en historicus 18. 1968: Paul Morand, diplomaat, schrijver en dichter 19. 1977: Alain Peyrefitte, geleerde en politicus 20. 2001: Gabriel de Broglie, historicus | 1. 1634: Germain Habert, geestelijke 2. 1655: Charles Cotin, geestelijke 3. 1682: Louis de Courcillon de Dangeau, geestelijke en politicus 4. 1723: Charles Jean Baptiste Fleuriau de Morville, politicus 5. 1732: Jean Terrasson, geestelijke en filosoof 6. 1750: Claude de Thiard de Bissy, militair 7. 1810: Joseph-Alphonse Esménard, politicus 8. 1811: Charles de Lacretelle, historicus 9. 1856: Jean-Baptiste Biot, wetenschapper en wiskundige 10. 1863: Louis de Carné, politicus 11. 1876: Charles Blanc, kunstcriticus 12. 1882: Édouard Pailleron, dichter en toneelschrijver 13. 1900: Paul Hervieu, schrijver 14. 1918: François de Curel, toneelschrijver 15. 1930: Charles Le Goffic, schrijver en historicus 16. 1932: Abel Bonnard, dichter, schrijver en politicus 17. 1946: Jules Romains, schrijver en dichter 18. 1973: Jean d'Ormesson, schrijver 19. vacant sinds 5 december 2017 |
| 1. 1634: Claude Gaspard Bachet de Méziriac, grammaticus en wiskundige 2. 1639: François de La Mothe Le Vayer, criticus, grammaticus en filosoof 3. 1672: Jean Racine, toneelschrijver, wiskundige, natuurkundige en arts 4. 1699: Jean-Baptiste-Henri de Valincour, historiograaf en admiraal 5. 1730: Jean-François Leriget de La Faye, politicus 6. 1731: Prosper Jolyot de Crébillon, toneelspeler 7. 1762: Claude-Henri de Fusée de Voisenon, toneelschrijver en dichter 8. 1776: Jean de Dieu-Raymond de Boisgelin de Cucé, geestelijke 9. 1804: Jean-Baptiste Dureau de La Malle, vertaler 10. 1807: Louis-Benoît Picard, dichter en schrijver 11. 1829: Antoine-Vincent Arnault, dichter en schrijver 12. 1834: Eugène Scribe, toneelschrijver 13. 1862: Octave Feuillet, schrijver 14. 1891: Pierre Loti, schrijver en militair 15. 1924: Albert Besnard, kunstschilder en graficus 16. 1935: Louis Gillet, literair en kunsthistoricus 17. 1946: Paul Claudel, dichter, schrijver en diplomaat 18. 1956: Wladimir d'Ormesson, politicus en schrijver 19. 1974: Maurice Schumann, politicus, schrijver, journalist en historicus 20. 1999: Pierre Messmer, militair en politicus 21. 2008: Simone Veil, jurist en politicus 22. zetel vacant sinds 30 juni 2017 | 1. 1634: François Maynard, magistraat en dichter 2. 1647: Pierre Corneille, toneelschrijver en dichter 3. 1684: Thomas Corneille, toneelschrijver 4. 1710: Antoine Houdar de La Motte, toneelschrijver 5. 1732: Michel-Celse-Roger de Bussy-Rabutin, geestelijke 6. 1736: Étienne Lauréault de Foncemagne, geestelijke 7. 1779: Michel Paul Guy de Chabanon, toneelschrijver 8. 1803: Jacques-André Naigeon, encyclopedist 9. 1810: Népomucène Lemercier, dichter en toneelschrijver 10. 1841: Victor Hugo, dichter en schrijver 11. 1886: Charles Leconte de Lisle, dichter en toneelschrijver 12. 1894: Henry Houssayen historicus en schrijver 13. 1912: Hubert Lyautey, militair 14. 1934: Louis Franchet d'Espérey, politicus en militair 15. 1946: Robert d'Harcourt, literair historicus en essayist 16. 1966: Jean Mistler, schrijver, literair historicus en politicus 17. 1990: Hélène Carrère d'Encausse, historicus |
| 1. 1634: Guillaume Bautru, dichter en diplomaat 2. 1665: Jacques Testu de Belval, geestelijke en dichter 3. 1706: François-Joseph de Beaupoil de Sainte-Aulaire, dichter 4. 1743: Jean-Jacques Dortous de Mairan, wis- en natuurkundige 5. 1771: François Arnaud, geestelijke 6. 1785: Guy-Jean-Baptiste Target, magistraat 7. 1806: Jean-Sifrein Maury, geestelijke en politicus 8. 1816: François-Xavier-Marc-Antoine de Montesquiou-Fézensac, politicus 9. 1832: Antoine Jay, politicus 10. 1854: Ustazade Silvestre de Sacy, literair criticus 11. 1880: Eugène Labiche, schrijver 12. 1888: Henri Meilhac, toneelschrijver 13. 1898: Henri Lavedan, schrijver 14. 1946: Ernest Seillière, literair en filosofisch historicus en essayist 15. 1956: André Chamson, schrijver en historicus 16. 1984: Fernand Braudel, historicus 17. 1986: Jacques Laurent, schrijver en journalist 18. 2001: Frédéric Vitoux, schrijver en journalist | 1. 1634: Jean Sirmond, historiograaf 2. 1649: Jean de Montereul, geestelijke 3. 1651: François Tallemant l'Aîné, geestelijke 4. 1693: Simon de La Loubère, diplomaat en dichter 5. 1729: Claude Sallier, geestelijke en filoloog 6. 1761: Jean-Gilles du Coëtlosquet, geestelijke 7. 1784: Anne-Pierre de Montesquiou-Fézensac, politicus 8. 1803: Antoine-Vincent Arnault, dichter en schrijver 9. 1816: Armand-Emmanuel du Plessis, politicus 10. 1822: Bon-Joseph Dacier, filoloog 11. 1833: Pierre-François Tissot, dichter en historicus 12. 1854: Félix Dupanloup, geestelijke 13. 1878: Gaston d'Audiffret-Pasquier, politicus 14. 1906: Alexandre Ribot, politicus en jurist 15. 1923: Henri-Robert, jurist en historicus 16. 1938: Charles Maurras, journalist, politicus en schrijver 17. 1953: Antoine de Lévis-Mirepoix, schrijver en historicus 18. 1983: Léopold Senghor, staatsman, dichter en essayist 19. 2003: Valéry Giscard d'Estaing, staatsman 20. Vacant sinds 2 december 2020 |
| 1. 1634: François de Cauvigny de Colomby, dichter 2. 1649: Tristan L'Hermite, toneelschrijver en dichter 3. 1655: Hippolyte-Jules Pilet de La Mesnardière, dichter en schrijver 4. 1663: François Honorat de Beauvilliers, militair 5. 1687: François-Timoléon de Choisy, geestelijke 6. 1724: Antoine Portail, politicus 7. 1736: Pierre-Claude Nivelle de La Chaussée, toneelschrijver 8. 1754: Jean-Pierre de Bougainville, historicus 9. 1763: Jean-François Marmontel, filosoof en essayist 10. 1803: Louis de Fontanes, politicus, dichter en journalist 11. 1821: Abel-François Villemain, politicus en literair criticus 12. 1871: Émile Littré, filoloog en filosoof 13. 1881: Louis Pasteur, scheikundige 14. 1896: Gaston Paris, filoloog en literair historicus 15. 1903: Frédéric Masson, historicus 16. 1924: Georges Lecomte, schrijver, criticus en historicus 17. 1959: Jean Delay, psychiater en schrijver 18. 1988: Jacques-Yves Cousteau, oceanograaf, filmmaker en essayist 19. 1998: Érik Orsenna, politicus en schrijver | 1. 1634: Jean Baudoin, vertaler 2. 1650: François Charpentier, schrijver 3. 1702: Jean-François de Chamillart, geestelijke 4. 1714: Claude Louis Hector de Villars, politicus en militair 5. 1734: Honoré-Armand de Villars, politicus 6. 1770: Étienne-Charles de Loménie de Brienne, geestelijke, politicus en filosoof 7. 1803: Jean-Girard Lacuée, politicus 8. 1841: Alexis de Tocqueville, politicus 9. 1860: Henri Lacordaire, geestelijke 10. 1862: Albert de Broglie, politicus, diplomaat en historicus 11. 1901: Melchior de Vogüé, archeoloog en historicus 12. 1918: Ferdinand Foch, militair 13. 1929: Philippe Pétain, militair 14. 1952: André François-Poncet, politicus en diplomaat 15. 1978: Edgar Faure, politicus en historicus 16. 1990: Michel Serres, filosoof 17. Vacant sinds 1 juni 2019 |
| 1. 1634: François d'Arbaud de Porchères, dichter 2. 1640: Olivier Patru, jurist 3. 1681: Nicolas Potier de Novion, magistraat 4. 1693: Philippe Goibaud-Dubois, vertaler 5. 1694: Charles Boileau, geestelijke 6. 1704: Gaspard Abeille, geestelijke 7. 1718: Nicolas-Hubert Mongault, geestelijke 8. 1746: Charles Pinot Duclos, grammaticus en historicus 9. 1772: Nicolas Beauzée, grammaticus 10. 1789: Jean-Jacques Barthélemy, geestelijke 11. 1803: Marie-Joseph Chénier, dichter en toneelschrijver 12. 1811: François René de Chateaubriand, politicus en schrijver 13. 1849: Paul de Noailles, historicus 14. 1886: Édouard Hervé, politicus 15. 1899: Paul Deschanel, politicus 16. 1923: Charles Jonnart, politicus, ambtenaar en diplomaat 17. 1928: Maurice Paléologue, diplomaat en historicus 18. 1946: Charles de Chambrun, diplomaat 19. 1953: Fernand Gregh, dichter, literair criticus en historicus 20. 1960: René Clair, filmdirecteur en schrijver 21. 1982: Pierre Moinot, ambtenaar en schrijver 22. 2008: Jean-Loup Dabadie, journalist en schrijver | 1. 1634: Paul Hay du Chastelet, jurist 2. 1637: Nicolas Perrot d'Ablancourt, vertaler 3. 1665: Roger de Bussy-Rabutin, schrijver 4. 1693: Jean-Paul Bignon, geestelijke 5. 1743: Armand-Jérôme Bignon, politicus 6. 1772: Louis-Georges de Bréquigny, historicus 7. 1803: Ponce-Denis Écouchard-Lebrun, dichter 8. 1807: François-Juste-Marie Raynouard, jurist, dichter en toneelschrijver 9. 1836: François-Auguste Mignet, historicus 10. 1884: Victor Duruy, politicus en historicus 11. 1895: Jules Lemaître, toneelschrijver en criticus 12. 1919: Henry Bordeaux, jurist en schrijver 13. 1964: Thierry Maulnier, journalist en toneelschrijver 14. 1990: José Cabanis, magistraat en schrijver 15. 2001: Angelo Rinaldi, schrijver |
| 1. 1634: Marin Le Roy de Gomberville, schrijver 2. 1674: Pierre-Daniel Huet, geestelijke 3. 1721: Jean Boivin, hoogleraar 4. 1726: Paul-Hippolyte de Beauvilliers, politicus 5. 1776: Charles-Pierre Colardeau, dichter en toneelschrijver 6. 1776: Jean-François de La Harpe, dichter, toneelschrijver en criticus 7. 1803: Pierre Louis de Lacretelle, jurist 8. 1824: François-Xavier-Joseph Droz, filosoof en historicus 9. 1851: Charles de Montalembert, politicus en schrijver 10. 1871: Henri d'Orléans, militair, politicus en criticus 11. 1898: Eugène Guillaume, beeldhouwer 12. 1905: Étienne Lamy, essayist, politicus en jurist 13. 1920: André Chevrillon, essayist, literair historicus en criticus 14. 1959: Marcel Achard, toneelschrijver en journalist 15. 1975: Félicien Marceau, schrijver 16. 2014: Alain Finkielkraut, filosoof en essayist | 1. 1634: Marc-Antoine Girard de Saint-Amant, dichter 2. 1662: Jacques Cassagne, geestelijke en dichter 3. 1679: Louis de Verjus, politicus 4. 1710: Jean-Antoine de Mesmes, magistraat 5. 1723: Pierre-Joseph Alary, geestelijke 6. 1771: Gabriel-Henri Gaillard, geestelijke, historicus, grammaticus en journalist 7. 1803: Louis-Philippe de Ségur, diplomaat, historicus, dichter en toneelschrijver 8. 1830: Jean-Pons-Guillaume Viennet, politicus, dichter en toneelschrijver 9. 1869: Joseph d’Haussonville, politicus en diplomaat 10. 1884: Ludovic Halévy, schrijver 11. 1909: Eugène Brieux, toneelschrijver 12. 1933: François Mauriac, schrijver en literair criticus 13. 1971: Julien Green, schrijver 14. 1999: René de Obaldia, toneelschrijver en dichter |
| 1. 1634: Guillaume Colletet, jurist en toneelschrijver 2. 1659: Gilles Boileau, dichter 3. 1670: Jean de Montigny, geestelijke en dichter 4. 1671: Charles Perrault, sprookjesschrijver 5. 1703: Armand Gaston Maximilien de Rohan, geestelijke en politicus 6. 1749: Louis-Guy de Guérapin de Vauréal, geestelijke en politicus 7. 1760: Charles Marie de La Condamine, ontdekker 8. 1774: Jacques Delille, geestelijke en dichter 9. 1813: Vincent Campenon, dichter 10. 1844: Saint-Marc Girardin, politicus en literair criticus 11. 1874: Alfred Mézières, literair historicus, politicus en essayist 12. 1918: René Boylesve, schrijver en dichter 13. 1927: Abel Hermant, schrijver en journalist 14. 1946: Étienne Gilson, filosoof 15. 1979: Henri Gouhier, filosoof en literair criticus 16. 1995: Pierre Rosenberg, kunsthistoricus en essayist | 1. 1634: Jean de Silhon, politicus 2. 1667: Jean-Baptiste Colbert, politicus 3. 1684: Jean de La Fontaine, dichter 4. 1695: Jules de Clérambault, geestelijke 5. 1714: Guillaume Massieu, geestelijke 6. 1722: Claude François Alexandre Houtteville, geestelijke 7. 1742: Pierre Carlet de Marivaux, schrijver 8. 1763: Claude-François Lizarde de Radonvilliers, geestelijke 9. 1803: Constantin-François Volney, filosoof 10. 1820: Claude-Emmanuel de Pastoret, politicus, jurist en dichter 11. 1841: Louis de Beaupoil de Sainte-Aulaire, politicus 12. 1855: Victor de Broglie, politicus 13. 1870: Prosper Duvergier de Hauranne, politicus 14. 1881: Sully Prudhomme, dichter en essayist 15. 1908: Henri Poincaré, wiskundige, astronoom, ingenieur en filosoof 16. 1914: Alfred Capus, schrijver en journalist 17. 1923: Édouard Estaunié, schrijver en ingenieur 18. 1944: Louis Pasteur Vallery-Radot, arts 19. 1971: Étienne Wolff, bioloog 20. 1997: Jean-François Revel, historicus en essayist 21. 2007: Max Gallo, journalist en schrijver 22. zetel vacant sinds 18 juli 2017 |
| 1. 1634: Claude de L'Estoile, toneelschrijver en dichter 2. 1652: Armand de Camboust, militair 3. 1702: Pierre de Camboust, aristocraat 4. 1710: Henri-Charles de Coislin, geestelijke 5. 1733: Jean-Baptiste Surian, geestelijke 6. 1754: Jean le Rond d'Alembert, filosoof en wiskundige 7. 1783: Marie-Gabriel-Florent-Auguste de Choiseul-Gouffier, biograaf 8. 1803: Jean-Étienne-Marie Portalis, politicus, filosoof en jurist 9. 1807: Pierre Laujon, dichter en schrijver 10. 1811: Charles-Guillaume Étienne, dichter en toneelschrijver 11. 1816: Marie-Gabriel-Florent-Auguste de Choiseul-Gouffier, biograaf 12. 1817: Jean-Louis Laya, dichter en toneelschrijver 13. 1833: Charles Nodier, schrijver, dichter en grammaticus 14. 1844: Prosper Mérimée, schrijver 15. 1871: Louis de Loménie, essayist 16. 1878: Hippolyte Taine, essayist en historicus 17. 1894: Albert Sorel, historicus 18. 1907: Maurice Donnay, toneelschrijver 19. 1946: Marcel Pagnol, schrijver, filmmaker 20. 1975: Jean Bernard, arts 21. 2007: Dominique Fernandez, schrijver en literair criticus | 1. 1634: Amable de Bourzeis, geestelijke en geleerde 2. 1672: Jean Gallois, geestelijke 3. 1707: Edme Mongin, geestelijke 4. 1746: Jean Ignace de La Ville, geestelijke en diplomaat 5. 1774: Jean Baptiste Antoine Suard, essayist 6. 1817: Jean-François Roger, dichter en toneelschrijver 7. 1842: Henri Patin, hoogleraar 8. 1876: Gaston Boissier, historicus en filoloog 9. 1909: René Doumic, literair historicus en criticus en essayist 10. 1938: André Maurois, schrijver en literair historicus en criticus 11. 1968: Marcel Arland, schrijver en literair historicus en criticus 12. 1987: Georges Duby, historicus 13. 1997: Jean-Marie Rouart, schrijver |
| 1. 1634: Abel Servien, politicus 2. 1659: Jean-Jacques Renouard de Villayer, politicus 3. 1691: Bernard le Bovier de Fontenelle, toneelschrijver en filosoof 4. 1757: Antoine-Louis Séguier, jurist 5. 1803: Jacques-Henri Bernardin de Saint-Pierre, essayist 6. 1814: Étienne Aignan, journalist en toneelschrijver 7. 1824: Alexandre Soumet, dichter en toneelschrijver 8. 1845: Ludovic Vitet, archeoloog 9. 1874: Elme-Marie Caro, filosoof 10. 1888: Paul-Gabriel d’Haussonville, politicus en jurist 11. 1925: Auguste de La Force, historicus 12. 1962: Joseph Kessel, journalist en schrijver 13. 1980: Michel Droit, schrijver 14. 2001: Pierre Nora, historicus | 1. 1634: Jean-Louis Guez de Balzac, essayist 2. 1654: Hardouin de Péréfixe de Beaumont, geestelijke en historicus 3. 1671: François Harlay de Champvallon, geestelijke 4. 1695: André Dacier, filoloog en vertaler 5. 1722: Guillaume Dubois, geestelijke en politicus 6. 1723: Charles-Jean-François Hénault, magistraat 7. 1771: Charles Juste de Beauvau-Craon, politicus en militair 8. 1803: Philippe Antoine Merlin de Douai, politicus en jurist 9. 1816: Antoine-François-Claude Ferrand, magistraat, dichter en historicus 10. 1825: Casimir Delavigne, dichter en toneelschrijver 11. 1844: Charles Augustin Sainte-Beuve, essayist en dichter 12. 1870: Jules Janin, schrijver en criticus 13. 1875: John Lemoinne, diplomaat en journalist 14. 1893: Ferdinand Brunetière, literair criticus en literair historicus 15. 1907: Henri Barboux, jurist 16. 1911: Henry Roujon, ambtenaar, schrijver 17. 1918: Louis Barthou, politicus, magsitraat en historicus 18. 1935: Claude Farrère, schrijver en historicus 19. 1959: Henri Troyat, schrijver, literair historicus en historicus 20. 2008: Jean-Christophe Rufin, arts, diplomaat en schrijver                                                                                        |
| 1. 1634: Pierre Bardin, filosoof en wiskundige 2. 1637: Nicolas Bourbon, geestelijke 3. 1644: François-Henri Salomon de Virelade, jurist 4. 1670: Philippe Quinault, dichter en toneelschrijver 5. 1688: François de Callières, filoloog 6. 1717: André Hercule de Fleury, geestelijke en politicus 7. 1743: Paul d'Albert de Luynes, geestelijke 8. 1788: Jean-Pierre Claris de Florian, schrijver en dichter 9. 1803: Jean-François Cailhava de L'Estandoux, toneelschrijver en dichter 10. 1813: Joseph-François Michaud, journalist en historicus 11. 1840: Pierre Flourens, fysioloog 12. 1868: Claude Bernard, fysioloog 13. 1878: Ernest Renan, filosoof 14. 1893: Paul-Armand Challemel-Lacour, politicus en diplomaat 15. 1897: Gabriel Hanotaux, politicus, diplomaat en historicus 16. 1944: André Siegfried, historicus en geograaf 17. 1960: Henry de Montherlant, schrijver 18. 1973: Claude Lévi-Strauss, antropoloog 19. 2011: Amin Maalouf, schrijver | 1. 1634: Honorat de Bueil, dichter 2. 1670: François-Séraphin Régnier-Desmarais, geestelijke en grammatica 3. 1713: Bernard de La Monnoye, filoloog en criticus 4. 1728: Michel Poncet de La Rivière, geestelijke 5. 1730: Jacques Hardion, historicus 6. 1766: Antoine Léonard Thomas, dichter 7. 1785: Jacques-Antoine-Hippolyte de Guibert, militair en schrijver 8. 1803: Jean-Jacques-Régis de Cambacérès, politicus 9. 1816: Louis de Bonald, filosoof en schrijver 10. 1841: Jacques-François Ancelot, dichter en schrijver 11. 1855: Ernest Legouvé, dichter en schrijver 12. 1903: René Bazin, schrijver 13. 1932: G. Lenotre, historicus 14. 1935: Georges Duhamel, arts, schrijver en dichter 15. 1966: Maurice Druon, politicus en schrijver 16. 2011: Danièle Sallenave, journalist en schrijver |
| 1. 1634: Pierre de Boissat, militair 2. 1662: Antoine Furetière, dichter en schrijver 3. 1688: Jean de La Chapelle, dichter 4. 1723: Pierre Joseph Thoulier d'Olivet, geestelijke en grammaticus 5. 1768: Étienne Bonnot de Condillac, geestelijke en filosoof 6. 1780: Louis-Élisabeth de La Vergne de Tressan, dichter en natuurkundige 7. 1783: Jean Sylvain Bailly, wastronoom en politicus 8. 1803: Emmanuel Joseph Sieyès, geestelijke, schrijver en diplomaat 9. 1816: Gérard de Lally-Tollendal, politicus 10. 1830: Jean-Baptiste Sanson de Pongerville, dichter 11. 1870: Xavier Marmier, schrijver en dichter 12. 1893: Henri de Bornier, toneelschrijver en dichter 13. 1901: Edmond Rostand, toneelschrijver en dichter 14. 1920: Joseph Bédier, filoloog 15. 1938: Jérôme Tharaud, schrijver 16. 1955: Jean Cocteau, toneelschrijver, dichter, filmmaker en kunstschilder 17. 1964: Jacques Rueff, econoom en hoge ambtenaar 18. 1978: Jean Dutourd, schrijver 19. 2013: Michael Edwards, dichter | 1. 1634: Claude Favre de Vaugelas, grammaticus 2. 1650: Georges de Scudéry, schrijver en dichter 3. 1667: Philippe de Courcillon, militair, gouverneur en diplomaat 4. 1720: Louis François Armand de Vignerot du Plessis, militair en politicus 5. 1788: François-Henri d'Harcourt, militair 6. 1803: Lucien Bonaparte, politicus 7. 1816: Louis Simon Auger, journalist en toneelschrijver 8. 1829: Charles-Guillaume Étienne, dichter en toneelschrijver 9. 1845: Alfred de Vigny, dichter 10. 1865: Camille Doucet, dichter en toneelschrijver 11. 1896: Charles-Albert Costa de Beauregard, historicus en politicus 12. 1911: Hippolyte Langlois, militair 13. 1912: Émile Boutroux, filosoof en filosofiehistoricus 14. 1922: Pierre de Nolhac, historicus, kunsthistoricus en dichter 15. 1936: Georges Grente, geestelijke, historicus en essayist 16. 1960: Henri Massis, essayist, literair criticus en literair historicus 17. 1971: Georges Izard, politicus, jurist, journalist en essayist 18. 1974: Robert Aron, historicus en essayist 19. 1976: Maurice Rheims, schrijver en kunsthistoricus 20. 2004: Alain Robbe-Grillet, schrijver en filmmaker 21. 2009: François Weyergans, schrijver en filmmaker 22. vacant sinds 27 mei 2019 |
| 1. 1634: Vincent Voiture, dichter 2. 1648: François Eudes de Mézeray, jurist 3. 1683: Jean Barbier d'Aucour, jurist 4. 1694: François de Clermont-Tonnerre, geestelijke 5. 1701: Nicolas de Malézieu, schrijver en wiskundige 6. 1727: Jean Bouhier, magistraat en archeoloog 7. 1746: Voltaire, toneelschrijver, historicus, filosoof en dichter 8. 1778: Jean-François Ducis, dichter en toneelschrijver 9. 1816: Raymond de Sèze, jurist 10. 1828: Prosper Brugière de Barante, politicus 11. 1867: Joseph Gratry, geestelijke en filosoof 12. 1873: Saint-René Taillandier, politicus 13. 1880: Maxime Du Camp, schrijver 14. 1894: Paul Bourget, schrijver en dichter 15. 1936: Edmond Jaloux, schrijver, literair criticus en historicus 16. 1950: Jean-Louis Vaudoyer, schrijver, dichter en kunsthistoricus 17. 1964: Marcel Brion, schrijver en kunsthistoricus 18. 1985: Michel Mohrt, schrijver en literair historicus 19. 2013: Dominique Bona, schrijver | 1. 1634: Honorat de Porchères Laugier, dichter 2. 1653: Paul Pellisson, historicus 3. 1693: François Fénelon, geestelijke en essayist 4. 1715: Claude Gros de Boze, geleerde en numismaticus 5. 1753: Louis de Bourbon Condé, geestelijke 6. 1771: Pierre Laurent Buirette de Belloy, toneelschrijver en acteur 7. 1775: Emmanuel-Félicité de Durfort, politicus en militair 8. 1803: Dominique Joseph Garat, politicus, jurist en filosoof 9. 1816: Louis-François de Bausset, geestelijke en politicus 10. 1824: Hyacinthe-Louis de Quélen, geestelijke 11. 1840: Mathieu Molé, politicus 12. 1856: Alfred de Falloux, politicus en historicus 13. 1886: Octave Gréard, hoge ambtenaar, literair historicus en criticus 14. 1904: Émile Gebhart, kunstcriticus, literair historicus en criticus 15. 1909: Raymond Poincaré, staatshoofd, politicus, jurist en essayist 16. 1935: Jacques Bainville, historicus en journalist 17. 1936: Joseph de Pesquidoux, schrijver 18. 1946: Maurice Genevoix, schrijver 19. 1981: Jacques de Bourbon Busset, politicus en schrijver 20. 2002: François Cheng, dichter, vertaler en schrijver |
| 1. 1634: Henri Louis Habert de Montmor, geleerde 2. 1679: Louis de Lavau, geestelijke 3. 1694: François Lefebvre de Caumartin, geestelijke 4. 1733: François-Augustin de Paradis de Moncrif, dichter en toneelschrijver 5. 1771: Jean-Armand de Roquelaure, geestelijke 6. 1818: Georges Cuvier, paleontoloog 7. 1832: André Dupin, politicus en jurist 8. 1866: Alfred-Auguste Cuvillier-Fleury, historicus en literair criticus 9. 1888: Jules Claretie, schrijver en criticus 10. 1918: Joseph Joffre, politicus en militair 11. 1931: Maxime Weygand, militair 12. 1966: Louis Leprince-Ringuet, natuurkundige, ingenieur en wetenschapshistoricus 13. 2001: Yves Pouliquen, arts | 1. 1634: Marin Cureau de La Chambre, arts en filosoof 2. 1670: Pierre Cureau de La Chambre, geestelijke 3. 1693: Jean de La Bruyère, essayist en moralist 4. 1696: Claude Fleury, geestelijke 5. 1723: Jacques Adam, filoloog 6. 1736: Joseph Séguy, geestelijke 7. 1761: Lodewijk René Eduard de Rohan, politicus, filosoof en dichter 8. 1803: Jean Devaines, staatsambtenaar 9. 1803: Évariste de Parny, dichter 10. 1815: Victor-Joseph Étienne de Jouy, journalist, criticus en toneelschrijver 11. 1847: Adolphe Simonis Empis, dichter en toneelschrijver 12. 1869: Auguste Barbier, dichter 13. 1882: Adolphe Perraud, geestelijke 14. 1906: François-Désiré Mathieu, geestelijke en historicus 15. 1910: Louis Duchesne, geestelijke, hostoricus en filoloog 16. 1923: Henri Bremond, geestelijke, literair historicus en criticus 17. 1935: André Bellessort, essayist, literair criticus, historicus 18. 1946: René Grousset, kunsthistoricus 19. 1953: Pierre Gaxotte, historicus en journalist 20. 1983: Jacques Soustelle, etnoloog, politicus en essayist 21. 1992: Jean-François Deniau, politicus en schrijver 22. 2007: Philippe Beaussant, musicoloog en schrijver 23. 2018: Barbara Cassin, filosoof en filoloog                  |
| 1. 1635: Daniel Hay du Chastelet, geestelijke en wiskundige 2. 1671: Jacques-Bénigne Bossuet, geestelijke en historicus 3. 1704: Melchior de Polignac, geestelijke, politicus en filoloog 4. 1741: Joseph Giry de Saint Cyr, geestelijke 5. 1761: Charles Batteux, geestelijke 6. 1780: Antoine-Marin Lemierre, dichter en toneelschrijver 7. 1803: Félix Julien Jean Bigot de Préameneu, politicus en jurist 8. 1825: Mathieu de Montmorency-Laval, politicus en diplomaat 9. 1826: Alexandre Guiraud, schrijver en dichter 10. 1847: Jean-Jacques Ampère, literair historicus 11. 1865: Lucien-Anatole Prévost-Paradol, literair criticus 12. 1871: Camille Rousset, historicus 13. 1893: Paul Thureau-Dangin, historicus 14. 1914: Pierre de La Gorce, historicus, magistraat en jurist 15. 1934: Maurice de Broglie, natuurkundige 16. 1961: Eugène Tisserant, geestelijke en filoloog 17. 1972: Jean Daniélou, geestelijke, theoloog, historicus en essayist 18. 1975: Ambroise-Marie Carré, geestelijke 19. 2005: René Girard, filosoof 20. 2017: Michel Zink, taalkundige, mediëvist | 1. 1635: Auger de Moléon Granier, letterkundige 2. 1636: Balthazar Baro, toneelschrijver en dichter 3. 1650: Jean Doujat, jurist 4. 1688: Eusèbe Renaudot, geestelijke 5. 1720: Henri-Emmanuel de Roquette, geestelijke 6. 1725: Pierre de Pardaillan de Gondrin, geestelijke 7. 1733: Nicolas-François Dupré de Saint-Maur, econoom en statisticus 8. 1775: Chrétien-Guillaume de Lamoignon de Malesherbes, politicus en magistraat 9. 1803: François Andrieux, jurist, dichter en toneelschrijver 10. 1833: Adolphe Thiers, politicus en historicus 11. 1878: Henri Martin, historicus 12. 1884: Ferdinand de Lesseps, diplomaat 13. 1896: Anatole France, schrijver en dichter 14. 1925: Paul Valéry, dichter, literair criticus en schrijver 15. 1946: Henri Mondor, chirung, natuurkundige en historicus 16. 1963: Louis Armand, mijningenieur, ambtenaar en econoom 17. 1972: Jean-Jacques Gautier, toneelcriticus, schrijver en journalist 18. 1986: Jean-Louis Curtis, schrijver 19. 1996: François Jacob, bioloog 20. 2014: Marc Lambron, literair criticus en schrijver |
| 1. 1636: Louis Giry, jurist 2. 1666: Claude Boyer, geestelijke, schrijver en dichter 3. 1698: Charles-Claude Genest, geestelijke 4. 1720: Jean-Baptiste Dubos, geestelijke en historicus 5. 1742: Jean-François Du Resnel du Bellay, geestelijke 6. 1761: Bernard-Joseph Saurin, jurist en dichter 7. 1782: Nicolas de Condorcet, filosoof en wiskundige 8. 1803: Noël-Gabriel-Luce Villar, geestelijke 9. 1826: Charles-Marie de Féletz, geestelijke 10. 1850: Désiré Nisard, essayist 11. 1888: Eugène-Melchior de Vogüé, essayist en historicus 12. 1911: Henri de Régnier, dichter en schrijver 13. 1936: Jacques de Lacretelle, schrijver 14. 1986: Bertrand Poirot-Delpech, journalist en schrijver 15. 2008: Jean Clair, essayist en kunsthistoricus | 1. 1639: Daniel de Priézac, hoogleraar 2. 1662: Michel Le Clerc, jurist 3. 1692: Jacques de Tourreil, vertaler 4. 1714: Jean-Roland Malet, econoom 5. 1736: Jean-François Boyer, geestelijke 6. 1755: Nicolas Thyrel de Boismont, geestelijke 7. 1787: Claude Carloman de Rulhière, dichter en historicus 8. 1803: Pierre Jean Georges Cabanis, arts en fysioloog 9. 1808: Antoine-Louis-Claude Destutt de Tracy, filosoof 10. 1836: François Guizot, politicus en historicus 11. 1875: Jean-Baptiste Dumas, politicus en scheikundige 12. 1884: Joseph Bertrand, wiskundige, wetenschapshistoricus 13. 1900: Marcellin Berthelot, politicus, scheikundige, historicus 14. 1908: Francis Charmes, diplomaat en journalist 15. 1918: Jules Cambon, diplomaat en jurist 16. 1936: Lucien Lacaze, admiraal 17. 1956: Jacques Chastenet, journalist, historicus en diplomaat 18. 1978: Georges Dumézil, filoloog en historicus 19. 1988: Pierre-Jean Rémy, pseudoniem van Jean-Pierre Angremy, diplomaat en schrijver 20. 2013: Xavier Darcos, politicus, essayist |